# Bolesław Woytowicz
Bolesław Woytowicz (Dunajowce (Ucraïna), 5 de desembre, 1899 - Katowice) (Polònia), l'11 de juliol,e 1980), fou un compositor, pianista i professor polonès associat, entre d'altres, a l'Escola Superior Estatal de Música de Katowice. Cofundador de l'escola de compositors de Silèsia.

## Biografia
Va néixer a la família de Michał (1877–1967) i Domicella, de soltera Zwolakowski (1880–1967). Va tenir nou germans (un va morir de petit), el més gran va ser Bolesław, després Wiktor, Wanda Staniszewska, Regina Michałowska, Halina Symonik, Kazimierz, Anna Radzimowska-Pachura, Henryk i Stefania Woytowicz-Rudnicka. El seu pare i el seu avi Mikołaj eren organistes i va ser sota la seva supervisió que va rebre les seves primeres lliçons de música.
Es va casar dues vegades. La seva primera esposa (del 19 de maig de 1931 al 17 de setembre de 1946) va ser la Wanda Grabińska, assessora del Ministeri de Benestar Social, la primera dona a ocupar un càrrec judicial a Polònia. A partir del 12 d'octubre de 1946, la seva segona esposa va ser Irena Bielińska, de soltera Goszczyńska (1902–1964), experta en el camp de la història de l'art.
Va morir a Katowice, enterrat a la tomba familiar (al costat de la seva esposa Irena Bielińska-Woytowiczowa) al cementiri de Wilanów de Varsòvia.

## Educació
A partir del 1912 va estudiar al gimnàs clàssic masculí de Kamieniec Podolski, on es va graduar el 1918 amb una medalla d'or. Va començar a aprendre a tocar el piano als 14 anys a l'escola secundària de música sota la supervisió de Nowacka i T. Hanicki. Els anys 1916-1917 va estudiar piano amb el pianista i compositor Aleksander Wielhorski a Kamieniec Podolski. Abans de començar la seva carrera musical, va defensar el seu doctorat en filologia eslava a la Universitat de Kíev. També va estudiar dret i matemàtiques a Varsòvia. Els anys 1920-1924 va estudiar piano a l'Escola Superior de Música de Varsòvia a la classe d'Aleksander Michałowski. A la mateixa universitat va estudiar composició sota la supervisió de Witold Maliszewski i Felicjan Szopski. Els anys 1929-1932 va estudiar composició amb Nadia Boulanger a París.

## Activitat artística
A partir del 1924 va oferir concerts com a pianista, tant a Polònia com a l'estranger, com ara a França, Txecoslovàquia, Àustria, Alemanya, Suïssa, Itàlia, els països bàltics, els Països Baixos, la Gran Bretanya i els Estats Units. El 1927 va participar en el 1r Concurs Internacional de Piano Fryderyk Chopin, rebent un diploma especial en reconeixement. A partir del següent concurs, va formar part regularment del jurat.
Durant la guerra, a partir del 16 de novembre de 1939, va dirigir un cafè a Varsòvia amb música clàssica, on es concentraven els concerts i les activitats conspiratorias de la comunitat musical. Inicialment, el local es deia "Dom Sztuki", i el 1941 va passar a anomenar-se "Kawiarnia prof. B. Woytowicz". Woytowicz organitzava concerts, ajudant així els artistes que no tenien mitjans de vida. El cafè acollia actuacions de Kazimierz Wiłkomirski, Eugenia Umińska, Irena Dubiska, el duet de pianos Lutosławski i Panufnik, Zbigniew Drzewiecki, Jan Ekier, Ewa Bandrowska-Turska, Adam Didur, i el mateix Bolesław Woytowicz oferia recitals. El cafè també era un lloc de trobada per a músics que impartien ensenyaments secrets i participaven en activitats de resistència, un punt de distribució de fullets i diaris prohibits, un "magatzem" d'obres d'art i fins i tot un magatzem d'armes. El 1943 va ser arrestat pels nazis i empresonat a Pawiak, on va passar quatre setmanes (del 22 de maig al 23 de juny de 1943). Va descriure les seves experiències d'aquell període a les seves memòries publicades després de la guerra (Varsòvia ocupada per la W). Durant la Revolta de Varsòvia, es van destruir 22 manuscrits de les seves composicions, incloent-hi el Concert per a piano, el Concertino per a orquestra i la Simfonia núm. 1.
Després de la guerra, va continuar la seva carrera de concertista. Va actuar fins al 1974, quan va decidir dedicar-se completament a l'ensenyament i la composició. Va ser jurat en concursos internacionals de piano de renom en moltes ocasions, com ara a Bolzano, Montreal, Budapest, París i Rio de Janeiro.

## Activitat docent
El 1945, va començar a treballar a l'Escola Estatal Superior de Música de Katowice, on va ocupar els càrrecs de rector (1946) i degà de la Facultat de Teoria i Composició, i també va dirigir el departament de piano (1962–1963). A partir del 1963, també va impartir classes a l'Escola Estatal Superior de Música de Cracòvia (1963–1979, fins al 1969 com a cap del primer Departament de Piano allà), i temporalment també a l'Escola Estatal Superior de Música de Varsòvia (1958–1961) Va continuar la seva tasca docent fins a la seva jubilació el 1975.
Va participar activament a la Unió de Compositors Polonesos, on va exercir de president de la Junta Principal (1939 i 1945), i va ser vicepresident (1951–1954) i diverses vegades membre de la junta. Va participar en la tasca del Consell d'Educació Artística Superior del Ministeri de Cultura i Art, el consell del programa de les editorials de piano PWM, el Consell Científic de la Societat Fryderyk Chopin, i també com a autor de currículums ministerials per a escoles de música superiors. El novembre de 1949, va esdevenir membre del Comitè Nacional per a la Celebració del 70è Aniversari del Naixement de Joseph Stalin. També va participar en tasques editorials, preparant diverses peces per a piano per a la seva publicació, incloses les de Ludwig van Beethoven, Claude Debussy, Edvard Grieg, Isaac Albéniz i Franz Liszt.

## Estudiants
| - Urszula Mitręga - Zofia Owińska - Irena Protasewicz - Monika Sikorska-Wojtacha - Maria Szraiber - Zbigniew Śliwiński - Aleksander Woronicki | - Tadeusz Baird - Wojciech Kilar - Witold Szalonek - Józef Świder - Romuald Twardowski - Piotr Paweł Koprowski |

## Composicions seleccionades
| - Dues Masurques per a piano (1928) - Variacions per a piano (1928) - Dotze cançons per a veu amb piano (1928–1930) - Fantasia per a violí i piano (1929) - Sonata per a piano (1929) - Tres Danses per a piano (1930) - Trio per a flauta, clarinet i fagot (1930) - L’enfant va dormir, cançó de bressol per a soprano, flauta, fagot i arpa (1930) - Oberek per a piano (1930) - Cantata infantil a la lloança de Déu i del Sol per a un cor infantil a cappella de tres veus (1931) - Quartet de corda núm. 1 (1932) - Concert per a piano (1932) - Suite de concert per a orquestra (1933) - Dues Danses poloneses per a veu, violí, violoncel i piano (1933) - Poema funerari "En memòria del mariscal" "Piłsudski" per a gran orquestra simfònica (1935) - Concertino per a petita orquestra simfònica (1936) - Retorn, ballet (1937) - Simfonia núm. 1, 20 variacions en forma de simfonia (1938) - Simfonia núm. 2 "Varsòvia" (1945) - Recitatiu per a violí o violoncel i orgue (1946) - Recitatiu i arieta per a piano (1947) - Dotze estudis per a piano (1948) | - Cantata in Praise of Work per a veus solistes, cor mixt i orquestra (1948) - Sis esbossos simfònics per a gran orquestra simfònica (1949) - Nostra cançó versió I per a cor mixt i petita orquestra simfònica (1950) - Nostra cançó versió II per a cor mixt (1950) - Nostra cançó versió III per a veu i piano (1950) - Profeta, cantata per a baix, cor femení, cor masculí i orquestra simfònica (1950) - Pau, versió I, cançó per a veu i piano (1951) - Pau, versió II, cançó per a cor mixt a cappella (1951) - Pau, versió III, cançó per a cor mixt i piano (1951) - Sonata per a flauta i piano (1952) - Quartet de corda núm. 2 (1953) - Tres cançons populars de Silèsia per a cor mixt (1955) - Lamento versió I, vocalise per a soprano, clarinet i piano (1957) - El Gran Fuga per a quartet de corda i dos conjunts de corda (1958) - Lamento versió II, vocalise per a soprano i orquestra simfònica (1959) - Deu estudis per a piano (1960) - Simfonia núm. 3 "Piano Concertante" per a piano i orquestra (1963) - Versió en miniatura I per a violí i piano (1966) - Versió en miniatura II per a violí, viola i violoncel (1966) - Petita sonata per a piano (1977) - De Profundis per a veu i orgue (197 |

Font

## Comandes i condecoracions
- Orde de la Bandera del Treball, 1a classe (19 de juliol de 1955)[13]
- Orde de la Bandera del Treball, 2a classe (22 de juliol de 1949)[14]
- Creu d'Oficial de l'Orde Polònia Restituta (22 de juliol de 1952)[15]
- Creu de Cavaller de l'Orde de Polonia Restituta (11 de novembre de 1937)[16]
- Medalla del 10è Aniversari de la República Popular de Polònia (28 de febrer de 1955)[17]
- Medalla de la Comissió Nacional d'Educació[4] (1969)[18]

Insígnia del 1000è Aniversari de l'Estat Polonès
Medalla del 100è Aniversari de la Societat Musical de Varsòvia (1970)

## Premis
- Menció Honorífica al Primer Concurs Internacional de Piano Fryderyk Chopin (1927)
- Segon Premi al Concurs de Composició Fryderyk Chopin Władysław Edward Kronenberg per Concert per a piano (1932)
- Primer Premi al Concurs Internacional de Composició de Berlín per l'obra Petite Cantate enfantine (1935)[4]
- Medalla d'Or pel ballet Powrót a l'Exposició Internacional de París (1937)
- Premi Estatal de Música per la seva trajectòria en el camp de la música (1937)[19]
- Insígnia del Premi Artístic Estatal 1r grau per a Simfonia núm. 2 "Varsòvia" (1948)
- Premi Artístic Estatal 1r grau (equip) al departament de música per preparar candidats per al 4t Concurs Internacional que porta el nom de Chopin (1950)[20]
- 1r premi al Festival de Música Polonès per la cantata Prorok (1951)
- 1r premi al Festival de Música Polonès per Kwartet nr 2 (1956)
- Premi Związek Kompozytorów Polskich (dues vegades: 1958 per la seva trajectòria; 1980 pels seus serveis a la vida musical polonesa durant l'ocupació nazi)
- Premi Ministeri de Cultura i Art (PRL), 1r grau (dues vegades: 1964, 1965)

Font: